# Árpád
Árpád (madžarska izgovorjava [ˈaːrpaːd]) je bil vodja zveze madžarskih plemen na prelomu iz 9. v 10. stoletje, * ok. 845, † ok. 907. 
Bil je njihov duhovni vodja (kende) ali njihov vojskovodja (gyula). Podrobnosti o njegovem življenju so v različnih virih zelo različne, tako da je težko zanesljivo trditi, kaj je bil. Madžari ga ne glede na to imenujejo "ustanovitelj naše države", Árpádovo izjemno vlogo pri madžarskem osvajanju Panonske nižine pa poudarjajo nekatere kasnejše kronike. Dinastija Árpád, katere začetnik je bil, je v Ogrski vladala do leta 1301.  

## Življenje

### Zgodnje življenje
Árpád je bil sin Álmoša, ki ga vse madžarske kronike omenjajo kot prvega poglavarja zveze madžarskih plemen. Ime in družina njegove matere nista znana. Po mnenju zgodovinarja Gyule Kristója je bil Árpád rojen okoli leta 845. Njegovo ime izhaja iz madžarske besede árpa, ki pomeni ječmen.
Bizantinski cesar Konstantin VII. Porfirogenet (vladal 913–959) v svojem delu De administrando imperio pravi, da Madžari pred Árpádom "niso nikoli imeli nobenega drugega kneza", kar je v popolnem nasprotju s poročanjem madžarskih kronik o položaju Árpádovega očeta. Po Porfirogenetovem pripovedovanju je hazarski kagan sprožil centralizacijo poveljstva madžarskih plemen, da bi okrepil svojo oblast nad njimi. Kagan je sprva želel za vodjo Madžarov imenovati poglavarja Levedija, vendar Levedi ponudbe ni sprejel in sam predlagal, da namesto njega imenuje Álmoša ali Árpáda. Kagan se je s tem novim predlogom obrnil na Madžare, ki so imeli Árpáda raje kot njegovega očeta, ker je bil "zelo občudovan zaradi njegove modrosti, nasvetov in hrabrosti in je bil sposoben vladati". Árpád je bil nato postavljen za "kneza po hazarski navadi, tako  da so ga na ščitu dvignili v zrak". Konstantin Porfirogenet zmotno šteje Madžare za Turke, četudi so od Turkov prevzeli nekaj genetskega gradiva in kulturnega vpliva in je bila njihova zgodovinska družbena struktura turškega izvora. Madžari kljub temu niso bili turško ljudstvo.
Zanesljivost poročila bizantinskega cesarja o Árpádovi izvolitvi je predmet razprav sodobnih zgodovinarjev. Victor Spinei na primer trdi, da je poročilo "precej nejasno in komaj verodostojno", medtem ko András Róna-Tas pravi, da je v bistvu zanesljivo. Slednji tudi dodaja, da je Árpádovo izvolitev spodbudil Álmoš, ki je Levedija prisilil, da se je odpovedal položaju kendeja. Skladno s tem je po mnenju Róna-Tasa Árpád nasledil Levedija kot sveti vladar (kende), kar je njegovemu očetu omogočilo, da je ohranil svoj položaj gyule, dejanskega voditelja Madžarov. 

### Obdobje pred selitvijo
Najzgodnejši zanesljivi vir o Árpádovem življenju je nadaljevanje kronike Jurija Meniha iz zgodnjega 10. stoletja, ki pripoveduje, da je bizantinski cesar Leon VI.  (vladal 886–912) leta 894 ali 895 poslal svojega odposlanca Nikita Sklera k Madžarom, "da bi jim prinesel darila" in jih nahujskal proti Prvemu bolgarskemu cesarstvu. Skler se je ob spodnji Donavi srečal z njihovima voditeljema Árpádom in Kursánom. Sklerova misija je uspela: madžarska vojska je kmalu zatem na bizantinskih ladjah prečkala Donavo in vdrla v Bolgarijo. Zapis v De administrando imperio nakazuje, da je Madžarom poveljeval Árpádov sin Liuntika.
Zgodovinarji razpravljajo o tem, kaj sta bila Árpád in Kursán v času njunih pogajanj s Sklerom. Spinei meni, da je bil Árpád gyula, Kurszán pa kende. V nasprotju z njim Kristó trdi, da je bil Kursán gyula, Árpád pa je predstavljal svojega očeta Álmoša, ki je bil kende.
"Bolgari so takrat  prelomili mirovni sporazum in napadali po trakijskem podeželju. Pravica jih je preganjala, ker so prekršili prisego Kristusu, našemu Bogu, cesarju vsega, in hitro jih je doletela kazen. Medtem ko so se naše sile borile proti Saracenom, je božja previdnost vodila [Madžare] namesto Rimljanov [Bizantincev] v boj proti Bolgarom. Podprla jih je flota ladij našega veličanstva in jih prepeljala čez Donavo. [Previdnost] jih je poslala proti vojski Bolgarov, ki so se tako zlobno oborožili proti kristjanom in jih kot krvnike v treh bojih odločilno premagali, da se krščanski Rimljani ne bi prostovoljno umazali s krvjo krščanskih Bolgarov."
— Leon Modri: Taktika
Madžarska vojska je premagala Bolgare, vendar so ti proti njej najeli Pečenege. Bolgari in Pečenegi so leta 895 ali 896 istočasno vdrli na madžarska ozemlja v zahodnih regijah Pontskih step, uničili njihova naselja in jih prisili na odhod čez Karpate proti njihovi novi domovini v Panonski nižini.
Ilustrirana kronika pravi, da Árpádov oče Álmoš "ni mogel vstopiti v Panonijo, ker je bil v Erdelvu ali Transilvaniji ubit". Engel, Kristó in Molnár, ki priznavajo zanesljivost tega poročila, so zapisali, da je bila Álmoševa smrt obredni umor, podoben žrtvovanju hazarskih kaganov v katastrofah, ki so prizadele njihovo ljudstvo. V nasprotju z njimi Róna-Tas navaja, da ni šlo za obredni umor, ampak da je  Árpád ali nekdo iz njegovega spremstva ostarelega  Álmoša preprosto ubil. Spinei zavrača poročilo Ilustrirane kronike o Álmoševem umoru v Transilvaniji, ker je Álmoš zadnjič omenjen Gesta Hungarorum v povezavi z madžarskim obleganjem Ungvára (Užgorod, Ukrajina). Ilustrirana kronika omenja tudi to, da je Álmoš ob tej priložnosti imenoval Árpáda "za voditelja in gospodarja" Madžarov.

### Vladanje
V Vzhodni Frankovski, ki je bila na prelomu iz 9. v 10. stoletje ena glavnih sil v Panonski nižini, je bilo Árpádovo ime vsem virom popolnoma neznano. Annales Alamannici in Annales Eisnidlenses omenjajo samo drugega madžarskega voditelja, Kursána. Po Kristójevem mnenju in mnenju drugih zgodovinarjev to kaže, da je moral biti Kursán gyula, ki je poveljeval madžarskim silam, medtem ko je Árpád nasledil svojega umorjenega očeta kot kende. Romunski zgodovinar Curta v nasprotju s tem meni, da je bil Kursán kende in da ga je Árpád nasledil šele po tem, ko so Kursána leta 902 ali 904 umorili Bavarci. Ne glede na vse to skoraj vsi sočasni viri poudarjajo, da je imel Árpád najpomembnejšo vlogo pri osvajanju Panonske nižine. Gesta Hungarorum posebej poudarjajo Árpádove vojaške sposobnosti in velikodušnost in tudi to, da je Tétény, voditelj enega od sedmih madžarskih plemen, pridobil "deželo Transilvanijo zase in za svoje potomce" šele potem, ko jo je zavzel Árpád".
"Ko so prečkali Donavo, so se utaborili na Donavi do Budafelhévíza. Ko so to slišali, so si vsi Rimljani [Bizantinci], ki so živeli po vsej Panoniji, z begom rešili življenje. Naslednji dan so princ Árpád in vsi njegovi kolegi voditelji, skupaj z vsemi madžarskimi bojevniki, vstopili v mesto kralja Atile in videli vse kraljeve palače, od katerih so bile nekatere uničene do temeljev, druge ne, in bili so navdušeni nad kamnitimi zgradbami in so bili zelo veseli, kot pravijo, da so si brez boja zaslužili mesto kralja Atile, iz čigar družine je izšel knez Árpád. Vsi so se z velikim veseljem usedli v palači kralja Atile, sedeli drug poleg drugega, in se ob melodijah in sladkih zvokih citer in piščali in petjem ministrantov predstavili svojim gostom ... Knez Árpád je gostom, ki so živeli blizu njih, dal veliko zemlje in premoženja, in ko so to slišali, so se številni gostje zbrali okoli njih in se z veseljem zadrževali pri njih."
— Anonim: Gesta Hungarorum
Gesta Hungarorum pravi, da je Árpád prejel "prisego vodilnih mož in bojevnikov Ogrske" in "povzdigniti svojega sina, princa Zoltána" v kneza. Zanesljivost tega poročila in seznama velikih knezov v Gesta Hungarorum je vprašljiva.  Med njimi na primer ni Fajsa, ki ga omenja Konstantin VII. v svojem De Administrando Imperio, dokončanem okoli leta 950.

### Smrt
Datum Árpádove smrti je še vedno predmet razprav. Gesta Hungarorum navaja, da je umrl leta 907. Kristó ne glede na to trdi, da je umrl leta 900 ali pozneje, ker Gesta pravi, da se je madžarsko osvajanje ozemlja začelo leta 903 in ne okoli leta 895, kot je bilo res. Če je poročilo Geste o njegovem pogrebu zanesljivo, je bil Árpád pokopan "ob izviru majhne reke, ki teče skozi kamniti prepust v mesto kralja Atile", kjer se je stoletje pozneje v bližini Budima razvila vas Fehéregyháza.

## Politični dosežki

### Nejasni pričetki vladavine
Árpádov oče Álmoš naj bi bil po srednjeveških kronikah v madžarski plemenski zvezi domnevno sakralni voditelj (kende) ali pa vojaški poveljnik - vojvoda (gyula), toda po delu De administrando imperio naj bi funkcijo madžarskega velikega kneza vpeljal šele hazarski kagan, pri čemer bi naj prvi veliki knez sploh ne bil Álmoš, ampak njegov sin Árpád. Sodobni zgodovinarji večinoma sledijo tradicionalnemu mnenju, da je že Álmoš dejansko postal veliki knez v drugi polovici petdesetih let 9. stoletja. Madžari naj bi se namreč že okrog leta 830 otresli hazarske nadoblasti in se pomaknili iz območja severno od Azovskega morja nekoliko na zahod na področje Medrečja (madžarsko Etelköz), neznano kam med Volgo in Spodnjo Donavo.
Idejo, da je šele Árpád združil Madžare, lahko povezujemo tudi z nedokazano hipotezo o dvojni naselitvi, po kateri naj bi selitev "poznih Avarov" v Panonijo v drugi polovici 9. stoletja dejansko odražala selitev Madžarov. "Pozni Avari" so prišli iz razpadle onogurske zveze, ki naj bi bila turškega izvora, arheolog Gyula Lászlo pa je postavil mnenje, da je veja Onogurov, ki so se preselili v Karpatski bazen, govorila madžarski jezik. Po mnenju Koestlerja naj bi bil Árpád voditelj Onogurov.
Kakorkoli že, večina zgodovinskih del se postavlja na tradicionalno stališče, da je že Álmoš kot voditelj plemenske zveze napadal slovanska in frankovska ozemlja. V letih 894 in 895 so Madžari kot zavezniki bizantinskega cesarja Leona VI. napadli Prvo bolgarsko cesarstvo in sprva  premagali tamkajšnjega kana Simeona. Slednji se je nato povezal s Pečenegi in Madžarom prizadejal hud poraz. Pečenegi so nato pričeli pleniti madžarsko domovino v Medrečju. Zaradi težke situacije, v kateri so se znašli Madžari, je Álmoš verjetno umrl kot žrtev umora ali žrtvovanja. Nasledil ga je sin Árpád.

### Velika selitev Madžarov v Karpatski bazen
Največji dosežek iz časov Árpádove vladavine je nedvomno zmagovita preselitev v Karpatski bazen, še posebej ob upoštevanju hude stiske v kateri so se okrog leta 895 zaradi napadov Pečenegov znašli Madžari. Z osvojitvijo Karpatskega bazena v letih 894-902 se je zaključilo dolgo obdobje madžarskega preseljevanja proti zahodu. Veliko preseljevanje in vojaške napade sta vodila Árpád in Kursán, pri čemer je eden očitno opravljal vlogo kendeja, drugi pa gyule. 
Glavni vzroki za uspešno selitev Madžarov proti zahodu so bili:
- Napadalni Pečenegi, ki so opustošili madžarsko ozemlje severno od Črnega morja (madžarsko Etelköz).[48]
- Madžarski konjeniki so uporabljali streme, ki ga Evropejci dotlej niso poznali. Streme je omogočalo spretnejše jahanje, to pa nenadne napade, hlinjene pobege in pripravljanje zased.[53]
- Številna frankovska mesta in gradišča niso imela dovoljenja za utrditev in so bila zato izpostavljena madžarskim napadom.[53]
- Panonsko-vzhodnoalpska oziroma karantanska področja Vzhodne Frankovske, vsaj do leta 887 znana kot Regnum Carantanum, in Velikomoravske so se neposredno pred madžarsko naselitvijo izčrpala v medsebojnih spopadih med Arnulfom Koroškim in Svetopolkom in tudi zato niso nudile uspešnega odpora. Njuni spopadi so najbolj prizadeli prav Panonijo. Posebej hudo je bilo v letih med 882–884, le desetletje pred madžarsko invazijo, ko je Svetopolkova vojska plenila po Panoniji, pobijala kmete in pohabljala za boj sposobne moške. Nekaterim so odsekali roko, drugim jezik, tretjim spolovila.[54] Že leta 894 je velikomoravski knez sam povabil Madžare, da zasedejo njegove panonske posesti, v katere so se vpletali Franki.[55]
- Madžari so si svojo bodočo domovino dodobra ogledali že v času frankovsko-velikomoravskih spopadov,[56] saj so se občasno bojevali kot frankovska najemniška vojska za koristi Karlmana in nato njegovega sina Arnulfa Koroškega. Leta 862 ali 863 so Madžari napadli Vzhodne Franke in se leta 881 pri Dunaju spopadli z Bavarci. V obeh primerih so bili politično povezani z Velikomoravci. Dogodki leta 881 so bili morda neposredno povezani z začetkom moravsko-karantanske vojne.[57] Če so se leta 892 Madžari kot Arnulfovi zavezniki bojevali proti Velikomoravski, so se po Svetopolkovi smrti že leta 894 obrnili proti Arnulfu in njegovim alpsko-panonskim deželam ter kmalu opustošili Panonijo.[58]

Madžarska vojaška invazija v Karpatski bazen (894–902) sovpada z njihovim preseljevanjem iz Medrečja na zahod. V svojo novo domovino so verjetno prihajali čez severovzhodne prelaze v Karpatih in čez erdeljske prelaze. V prvi fazi so zasedli redko poseljena področja na severozahodnem in vzhodnem predelu Karpatskega bazena. Določena področja so verjetno pričeli poseljevati že pred invazijo, tako da so verjetno že leta 889 poselili področje med Tiso in Donavo. Na splošno velja, da se je glavnina preselila okoli leta 895 in sicer preko vzhodnokarpatskih prelazov.
V drugi fazi so Madžari pričeli zavzemati frankovska ozemlja. Franki so sprva skušali zadržati svojo oblast nad Spodnjo Panonijo, tako da so leta 896 upravo nad tem ozemljem prepustili slavonskemu knezu Braslavu. Braslavov boj proti Madžarom je bil brezupen in njegovo ime se že po letu 896 nič več ne ommenja. Zdi se, da so Madžari frankovsko Panonijo sprva le pustošili in je še niso nameravali zasesti. Njihovi načrti so se  spremenilo leta 899, ko jih je Arnulf Koroški povabil, da prečijo Donavo in obračunajo z langobardskim kraljem Berengarjem. 
Panonijo so Madžari zasedli najkasneje v letih 899/900, potem ko so leta 899 hudo porazili Berengarja in dosegli celo Verono
V tretji fazi je bilo potrebno zavarovati novo domovino, kar je Madžarom uspelo doseči leta 902, ko so z enim samim vojaškim pohodom uspeli uničiti Velikomoravsko in zavzeli porečje reke Morave. Ko so Madžari leta 907 potolkli še Bavarce, je bila njihova oblast v Karpatskem bazenu dokončno utrjena. Preseljevanje na zahodne predele Panonije je morda potekalo še globoko v 10. stoletje. Svoje ozemlje v Panonski nižini so do Árpádove smrti leta 907 uspeli zavarovati s širokim nenaseljenim obmejnim 
pasom z vojaškimi posadkami, imenovan gyepű.
Po ocenah je prebivalstvo Karpatskega bazena takoj po osvojitvi štelo med 300.000 in 600.000 ljudi, samih Madžarov pa je bilo med 100.000 in 400.000.

### Utrjevanje osrednje oblasti
Bavarci so se po propadu Velikomoravske trudili povrniti izgubljeno ozemlje in so leta 904 Kursána zvabili na gostijo, potem pa so ga skupaj z njegovim spremstvom ubili. Kursánova smrt je pozročila propad sistema dvojnega poglavarstva na ravni celotne plemenske zveze. Sistem je bil že v Árpádovem času zastarel in ko je Árpád vso politično in vojaško moč zbral v svojih rokah, je to pomenilo korak naprej v razvoju madžarske države iz plemenske zveze. Ko se odtlej govori o madžarskih vladarjih, se govori predvsem o njihovih velikih knezih (madžarsko Nagyfejedelem) in ne več o gyulah in kendejih.

## Družina
Konstantin VII. Porfirogenet pravi, da so se Árpádu rodili štirje sinovi:
- Tarkac ali Tarh,
- Jelek ali Üllő,
- Jutoc ali Jutaš in
- Zaltas ali Zoltán.[11][40][68]

Omenja tudi nekega  "Liuntikasa, sina Árpáda". Kristó meni, da je Liuntikas (Liüntika) alternativno Tarkacevo (Tarhovo) ime. Ime in družina matere Árpádovih sinov nista znana.
|          |          |          |          |          |          |  |  |        |        | Ügyek           | Ügyek           | Ügyek           | Ügyek           | Ügyek           | Ügyek           |  |  | Eunedubelijan | Eunedubelijan | Eunedubelijan | Eunedubelijan | Eunedubelijan | Eunedubelijan |  |  |       |       |       |       |       |       |  |  |          |          |          |          |          |          |  |  |               |               |               |               |               |               |  |  |  |  |  |  |  |  |  |  |  |  |  |  |  |  |  |  |  |  |  |  |  |  |  |  |  |  |  |  |  |  |  |  |
|          |          |          |          |          |          |  |  |        |        | Ügyek           | Ügyek           | Ügyek           | Ügyek           | Ügyek           | Ügyek           |  |  | Eunedubelijan | Eunedubelijan | Eunedubelijan | Eunedubelijan | Eunedubelijan | Eunedubelijan |  |  |       |       |       |       |       |       |  |  |          |          |          |          |          |          |  |  |               |               |               |               |               |               |  |  |  |  |  |  |  |  |  |  |  |  |  |  |  |  |  |  |  |  |  |  |  |  |  |  |  |  |  |  |  |  |  |  |
|          |          |          |          |          |          |  |  |        |        | Előd ali Ügyek  | Előd ali Ügyek  | Előd ali Ügyek  | Előd ali Ügyek  | Előd ali Ügyek  | Előd ali Ügyek  |  |  | Emeše         | Emeše         | Emeše         | Emeše         | Emeše         | Emeše         |  |  |       |       |       |       |       |       |  |  |          |          |          |          |          |          |  |  |               |               |               |               |               |               |  |  |  |  |  |  |  |  |  |  |  |  |  |  |  |  |  |  |  |  |  |  |  |  |  |  |  |  |  |  |  |  |  |  |
|          |          |          |          |          |          |  |  |        |        | Előd ali Ügyek  | Előd ali Ügyek  | Előd ali Ügyek  | Előd ali Ügyek  | Előd ali Ügyek  | Előd ali Ügyek  |  |  | Emeše         | Emeše         | Emeše         | Emeše         | Emeše         | Emeše         |  |  |       |       |       |       |       |       |  |  |          |          |          |          |          |          |  |  |               |               |               |               |               |               |  |  |  |  |  |  |  |  |  |  |  |  |  |  |  |  |  |  |  |  |  |  |  |  |  |  |  |  |  |  |  |  |  |  |
|          |          |          |          |          |          |  |  |        |        |                 |                 |                 |                 |                 |                 |  |  |               |               |               |               |               |               |  |  |       |       |       |       |       |       |  |  |          |          |          |          |          |          |  |  |               |               |               |               |               |               |  |  |  |  |  |  |  |  |  |  |  |  |  |  |  |  |  |  |  |  |  |  |  |  |  |  |  |  |  |  |  |  |  |  |
|          |          |          |          |          |          |  |  |        |        |                 |                 |                 |                 | Álmoš           |                 |  |  |               |               |               |               |               |               |  |  |       |       |       |       |       |       |  |  |          |          |          |          |          |          |  |  |               |               |               |               |               |               |  |  |  |  |  |  |  |  |  |  |  |  |  |  |  |  |  |  |  |  |  |  |  |  |  |  |  |  |  |  |  |  |  |  |
|          |          |          |          |          |          |  |  |        |        |                 |                 |                 |                 |                 |                 |  |  |               |               |               |               |               |               |  |  |       |       |       |       |       |       |  |  |          |          |          |          |          |          |  |  |               |               |               |               |               |               |  |  |  |  |  |  |  |  |  |  |  |  |  |  |  |  |  |  |  |  |  |  |  |  |  |  |  |  |  |  |  |  |  |  |
|          |          |          |          |          |          |  |  |        |        |                 |                 |                 |                 | Árpád           |                 |  |  |               |               |               |               |               |               |  |  |       |       |       |       |       |       |  |  |          |          |          |          |          |          |  |  |               |               |               |               |               |               |  |  |  |  |  |  |  |  |  |  |  |  |  |  |  |  |  |  |  |  |  |  |  |  |  |  |  |  |  |  |  |  |  |  |
|          |          |          |          |          |          |  |  |        |        |                 |                 |                 |                 |                 |                 |  |  |               |               |               |               |               |               |  |  |       |       |       |       |       |       |  |  |          |          |          |          |          |          |  |  |               |               |               |               |               |               |  |  |  |  |  |  |  |  |  |  |  |  |  |  |  |  |  |  |  |  |  |  |  |  |  |  |  |  |  |  |  |  |  |  |
|          |          |          |          |          |          |  |  |        |        |                 |                 |                 |                 |                 |                 |  |  |               |               |               |               |               |               |  |  |       |       |       |       |       |       |  |  |          |          |          |          |          |          |  |  |               |               |               |               |               |               |  |  |  |  |  |  |  |  |  |  |  |  |  |  |  |  |  |  |  |  |  |  |  |  |  |  |  |  |  |  |  |  |  |  |
| Liüntika | Liüntika | Liüntika | Liüntika | Liüntika | Liüntika |  |  | Tarkac | Tarkac | Tarkac          | Tarkac          | Tarkac          | Tarkac          |                 |                 |  |  | Jelek         | Jelek         | Jelek         | Jelek         | Jelek         | Jelek         |  |  | Jutoc | Jutoc | Jutoc | Jutoc | Jutoc | Jutoc |  |  | (neznan) | (neznan) | (neznan) | (neznan) | (neznan) | (neznan) |  |  | Zoltán        | Zoltán        | Zoltán        | Zoltán        | Zoltán        | Zoltán        |  |  |  |  |  |  |  |  |  |  |  |  |  |  |  |  |  |  |  |  |  |  |  |  |  |  |  |  |  |  |  |  |  |  |
| Liüntika | Liüntika | Liüntika | Liüntika | Liüntika | Liüntika |  |  | Tarkac | Tarkac | Tarkac          | Tarkac          | Tarkac          | Tarkac          |                 |                 |  |  | Jelek         | Jelek         | Jelek         | Jelek         | Jelek         | Jelek         |  |  | Jutoc | Jutoc | Jutoc | Jutoc | Jutoc | Jutoc |  |  | (neznan) | (neznan) | (neznan) | (neznan) | (neznan) | (neznan) |  |  | Zoltán        | Zoltán        | Zoltán        | Zoltán        | Zoltán        | Zoltán        |  |  |  |  |  |  |  |  |  |  |  |  |  |  |  |  |  |  |  |  |  |  |  |  |  |  |  |  |  |  |  |  |  |  |
|          |          |          |          |          |          |  |  |        |        |                 |                 |                 |                 |                 |                 |  |  |               |               |               |               |               |               |  |  |       |       |       |       |       |       |  |  |          |          |          |          |          |          |  |  |               |               |               |               |               |               |  |  |  |  |  |  |  |  |  |  |  |  |  |  |  |  |  |  |  |  |  |  |  |  |  |  |  |  |  |  |  |  |  |  |
| Teveli   | Teveli   | Teveli   | Teveli   | Teveli   | Teveli   |  |  |        |        | (neznan)        | (neznan)        | (neznan)        | (neznan)        | (neznan)        | (neznan)        |  |  | Ezeleh        | Ezeleh        | Ezeleh        | Ezeleh        | Ezeleh        | Ezeleh        |  |  | Fajsz | Fajsz | Fajsz | Fajsz | Fajsz | Fajsz |  |  | Tas      | Tas      | Tas      | Tas      | Tas      | Tas      |  |  | Taksony       | Taksony       | Taksony       | Taksony       | Taksony       | Taksony       |  |  |  |  |  |  |  |  |  |  |  |  |  |  |  |  |  |  |  |  |  |  |  |  |  |  |  |  |  |  |  |  |  |  |
| Teveli   | Teveli   | Teveli   | Teveli   | Teveli   | Teveli   |  |  |        |        | (neznan)        | (neznan)        | (neznan)        | (neznan)        | (neznan)        | (neznan)        |  |  | Ezeleh        | Ezeleh        | Ezeleh        | Ezeleh        | Ezeleh        | Ezeleh        |  |  | Fajsz | Fajsz | Fajsz | Fajsz | Fajsz | Fajsz |  |  | Tas      | Tas      | Tas      | Tas      | Tas      | Tas      |  |  | Taksony       | Taksony       | Taksony       | Taksony       | Taksony       | Taksony       |  |  |  |  |  |  |  |  |  |  |  |  |  |  |  |  |  |  |  |  |  |  |  |  |  |  |  |  |  |  |  |  |  |  |
| Termahu  | Termahu  | Termahu  | Termahu  | Termahu  | Termahu  |  |  |        |        | Zerind Plešasti | Zerind Plešasti | Zerind Plešasti | Zerind Plešasti | Zerind Plešasti | Zerind Plešasti |  |  |               |               |               |               |               |               |  |  |       |       |       |       |       |       |  |  |          |          |          |          |          |          |  |  | Ogrski kralji | Ogrski kralji | Ogrski kralji | Ogrski kralji | Ogrski kralji | Ogrski kralji |  |  |  |  |  |  |  |  |  |  |  |  |  |  |  |  |  |  |  |  |  |  |  |  |  |  |  |  |  |  |  |  |  |  |
| Termahu  | Termahu  | Termahu  | Termahu  | Termahu  | Termahu  |  |  |        |        | Zerind Plešasti | Zerind Plešasti | Zerind Plešasti | Zerind Plešasti | Zerind Plešasti | Zerind Plešasti |  |  |               |               |               |               |               |               |  |  |       |       |       |       |       |       |  |  |          |          |          |          |          |          |  |  | Ogrski kralji | Ogrski kralji | Ogrski kralji | Ogrski kralji | Ogrski kralji | Ogrski kralji |  |  |  |  |  |  |  |  |  |  |  |  |  |  |  |  |  |  |  |  |  |  |  |  |  |  |  |  |  |  |  |  |  |  |
|          |          |          |          |          |          |  |  |        |        | Koppány         |                 |                 |                 |                 |                 |  |  |               |               |               |               |               |               |  |  |       |       |       |       |       |       |  |  |          |          |          |          |          |          |  |  |               |               |               |               |               |               |  |  |  |  |  |  |  |  |  |  |  |  |  |  |  |  |  |  |  |  |  |  |  |  |  |  |  |  |  |  |  |  |  |  |

## Árpád v kulturi
Árpáda je Franco Nero leta 1996 upodobil v filmu The Conquest.

## Upodobitve
- Árpád s Turulom na ščitu in knežjim klobukom med madžarskimi poglavarji; Ilustrirana kronika, 1358
- Árpád; Ilustrirana kronika, 1358
- Árpád pokuša vodo iz Donave, medtem ko so Madžari trikrat vzkliknili Božje ime; Ilustrirana kronika, 1358
- Árpád; Chronica Hungarorum, 1488
- Árpád; Mavzolej Nádasdy, 1664
- Árpád Feszty (1900): Knez Árpád
- Árpád Feszty (1900): Árpád na Fesztyjevi panoramski sliki
- Árpádov kip na Trgu herojev, (Budimpešta)
- (Richárd Juha (2014): Árpád, veliki knez Madžarov, Nyíradony